# Viola d'amore a chiavi
La viola d'amore a chiavi (chiamata anche viella a chiavi) è un cordofono ad arco prodotto a partire dal tardo medioevo.Lo strumento possiede secondo il periodo storico e la provenienza geografica da una a quattro corde melodiche, uno o due bordoni e una quantità variabile di corde di risonanza, che risuonano grazie alla sollecitazione delle corde melodiche arricchendone la sonorità con una specie di riverbero. Il manico supporta una tastiera che permette di generare toni differenti grazie alle cosiddette "tangenti". L'archetto è molto corto e normalmente fortemente incurvato.
Secondo il musicologo svedese Per-Ulf Allmo le corde di risonanza alle quali lo strumento deve il suffisso "d`amore" sarebbero state aggiunte allo strumento non prima della fine del XVI secolo.
Fu utilizzata in Europa continentale (anche in Italia) a partire dal XIV secolo fino alla fine del XVI secolo, in Scandinavia probabilmente già dalla seconda metà del XIII secolo. È ancora utilizzata principalmente in Svezia, nella regione di Uppsala, dove lo strumento è fortunatamente sopravvissuto nella tradizione popolare.
Uno studio di un archeologo polacco, Andrzej Janowski, è reperibile presso Academia.edu.
La denominazione svedese attuale di questo strumento, nyckelharpa, significa letteralmente "arpa a chiavi" (in svedese tutti i cordofoni vengono soprannominati "harpa"), e ricorda il nome corrispondente italiano ed il tedesco Schlüsselfidel.
Numerosi compositori contemporanei hanno scritto per questo strumento. Tra i più prolifici Michael Riessler, Marco Ambrosini, Didier François, Ditte Anderson, Jean-Louis Matinier, Lisma Project, Katharina Dustmann, Olov Johansson, Helena Tulve, Boris Koller e Johan Hedin.
A partire dal 2013 sono stati effettuati numerose Master Classes di Musica Antica per viola a chiavi, organizzati dall'European Nyckelharpa Training in collaborazione con la Musikhochschule Trossingen University (Germania),  il Musik und Kunst Privatuniversität der Stadt Wien (Vienna, Austria), il Dipartimento di Musica del Politecnico ESMAE di Porto (Portogallo), l'Università di Nanchang (China) e la Fondazione Alma Mater dell'Università di Bologna.

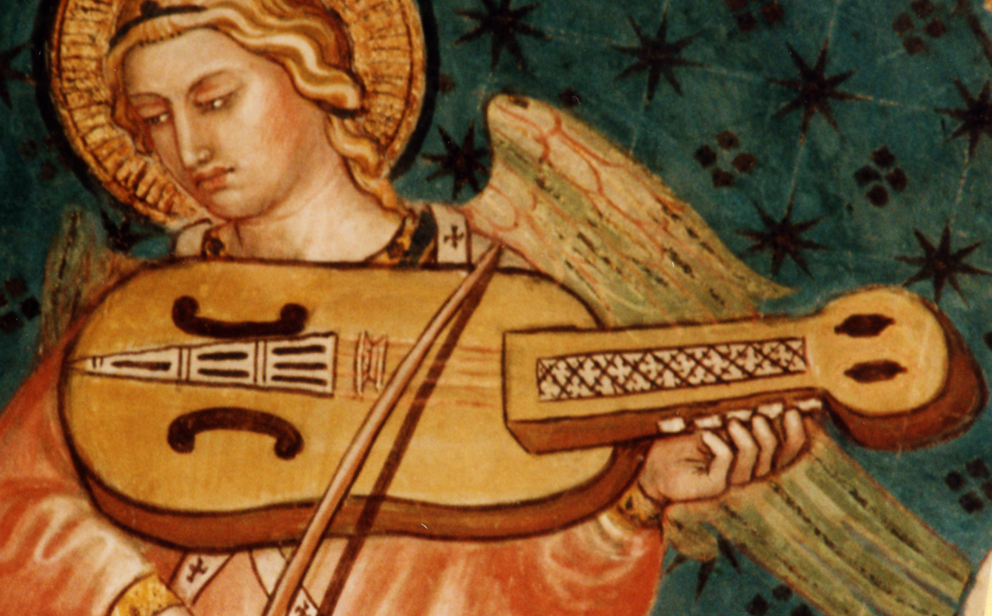
Viola a chiavi, Cappellina di Palazzo Pubblico, Siena. Affresco di Taddeo di Bartolo, 1408
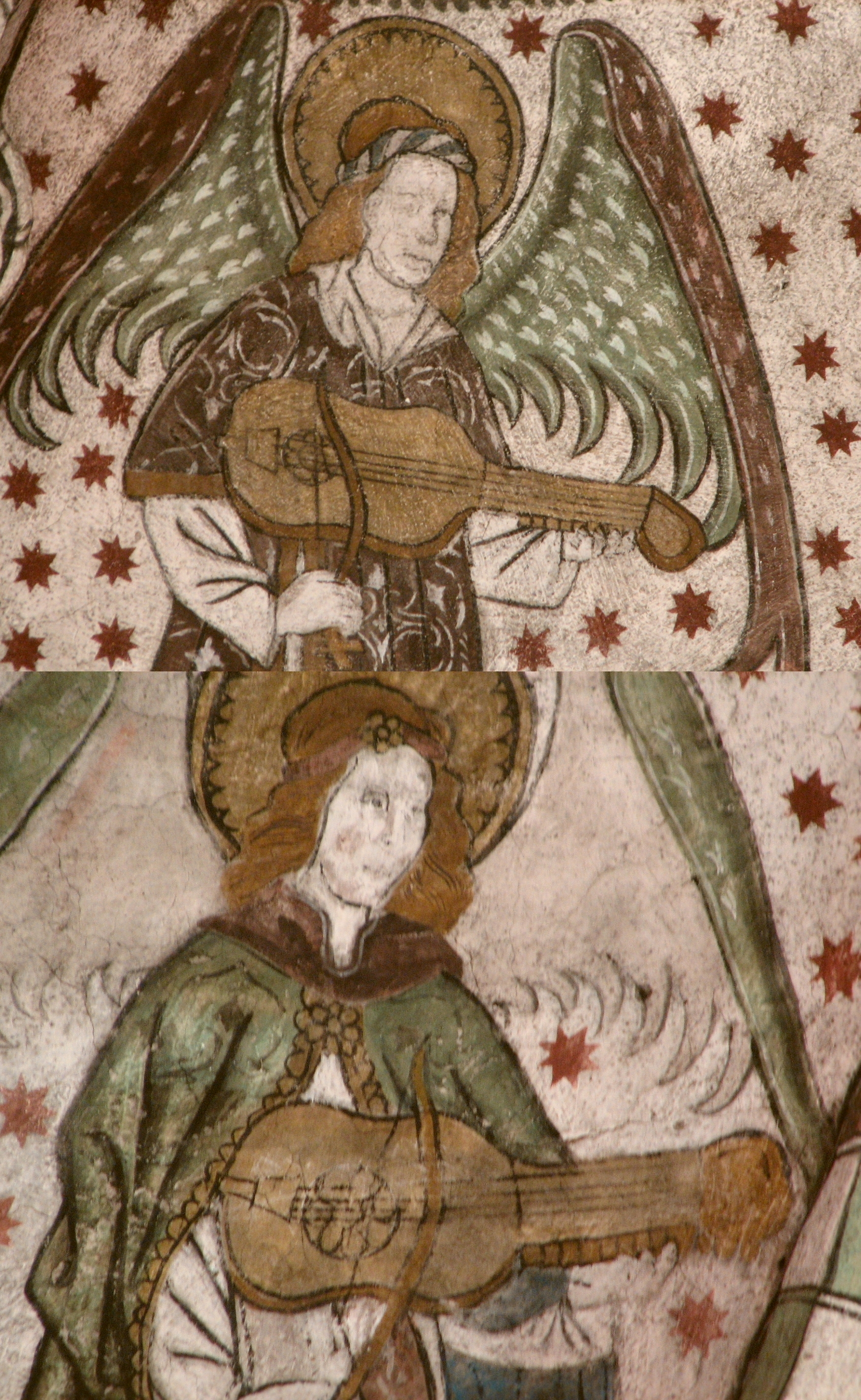
Viole a chiavi della chiesa di Tofta (Tierp, Svezia), seconda metà del XV secolo
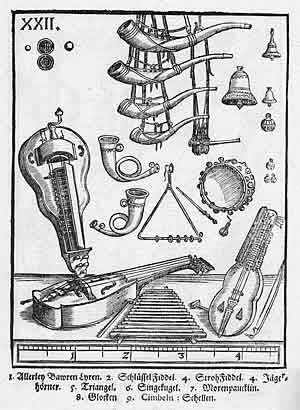
"Schlüsselfidel" (in basso a destra), Michael Praetorius' Syntagma musicum, 1619
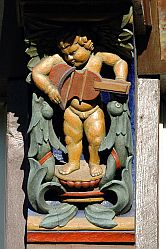
Viola a chiavi sulla facciata del Knochenhauerhaus di Hildesheim in Germania, XVI secolo